# Zuboly (zenekar)
A Zuboly egy magyar együttes, melyet Ágoston Béla alapított 2005-ben. Stílusuk: Broken Etno – (egy a zenekar által kitalált stílus, mely a hiphop és a népzene keveréke)

## Történet
A zenekar története 2004-ig nyúlik vissza, amikor Ágoston Béla, barátait összehívta egy közös születésnapi zenélésre. Az akkori felállás olyan sikeres volt, hogy aztán 2005 őszén ebből a "bulizenekarból" alakult meg a Zuboly. A "kocsmazenekarrá" avanzsálás egy lassú folyamat eredménye; a kezdetek kezdetén a Csiga Presszóban játszó zenekar fokozatosan vált egyre ismertebbé. Ezután következett azon időszak, amikor V. Bejáró nevű helyen léptek sokszor fel, majd 2006-ban a Kispál és a Borz előzenekaraként a Petőfi Csarnokban adott koncert tágította ki igazán közönségük skáláját.
2007-ben megjelent nagylemezük után egyre felkapottabbá váltak, Hargitay Ákos a táncházának műsorába illetve Simon Balázs a Honvéd Kamaraszínház műsorába építette be a Zuboly zenéjét.
A külföldi turnézás kapcsán vette észre a zenekar, hogy a népzenével kevert magyar rap igazi siker. Külföldi koncertjeiknek főleg a Magyar Kulturális Intézetek adtak színhelyet, többek között Párizsban, Rómában, Pozsonyban, Bécsben.  A zenekar saját bevallása szerint 2009-ben ért a csúcsra a Művészetek Palotája és a Nemzeti Színházban adott koncertekkel.
Második albumuk kiadására a Lovasi András nevével fémjelzett Megadó Kiadó azonnal igent mondott, azonban a zenekar feldolgozásaiból adódó jogvédelmi problémák -ilyen például a Hofi-féle "Lazítani" című dalból átvett részletek- tisztázása miatt a kiadás közel egy évet csúszott.

## Stílusuk
Zenéjével a Zuboly egyedi posztmodern irányzatot képvisel: semmit nem kímélnek, éppúgy keveredik a pop-rock a népzenével, a klasszikus zene a hiphoppal, mint a drum&bass a swinggel. Az általuk feldolgozott zeneszámok "Zubolyosított" változatáról beszélhetünk. Ágoston Béla és a zenekar tagjai több stílusirányzat nevet is kitaláltak, úgymint: broken-etno, agrár hiphop, etno-jazz, folk'n'bass. Hangszerelési választásuk is igen különleges, gyakran a nagyközönség számára ismeretlen hangszereket mutatnak be (pl: xylorimba), ezzel meglepő hangzásvilágot hozva létre. Zenéjük egy időben gyakran hallható volt az  MR2 Petőfi és Tilos Rádió műsorán. A zenekar az elsők között szerepelt az MR2 Petőfi Rádió Akusztik című műsorában, a velük készült felvétel 2009. március 24-én került adásba (lásd források).

## Tagok

### Állandó Tagok
- Ágoston Béla – szaxofon, hegedű, brácsa, dorombének, kecskeduda
- Benke Ágoston Félix – dob, ének, doromb, szájharmonika, cicélés,  beatbox (szájdobolás), tilinkó
- Busa István –  beatbox (szájdobolás), rap
- Hock Ernő – nagybőgő
- Szarvas Dávid –   beatbox (szájdobolás), rap, ének, konga, csörgő

### Vendégek
- Mr Masters – (azaz Fejes Sándor Richárd) ének, rap, dobgép, bongó, kaoss pad
- DJ Snare  – (azaz Lázár Zsolt) lemezjátszó
- POLLYFLOW  – (azaz Polnauer Flóra) ének
- Hárságyi Péter - dob
- Kőszegi Mátyás  – xylorimba
- Mózer Ádám  – harmonika
- Steff István -  beatbox (szájdobolás)
- Tompos Kátya (41 éves korában érte a halál)
- Szarvas József  – ének

### Személyenkénti Ismertető
Busa István a szájával utánozza a gépek által létre hozott hangokat, szkreccsel, több szólamban üti a ritmust a nyelvével, a fogával, az ajkával, a tüdejével egyszóval hangképző szerveivel.
Benke Félix a népzenei vonalat erősíti, Moldvából érkezett dallamait dorombon és falevélen játssza, mindemellett dobol, énekel, sőt olykor Busát is kihívja egy-egy beatbox összecsapásra.
Hock Ernő, a zenekar nagybőgőse a Zuboly alapítása óta számos zenekarban megfordult már, ha nem a Zubolyban lép fel, akkor a Qualitons-szal vagy a szintén Ágoston Béla által alapított Agostones-szal játszik.
A magát zeneközelítőnek tartó Ágoston Béla, a formáció alapító tagja. Neve közismert lehet a magyar jazz életben jártas közönség számára. Jellegzetes szaxofon játéka felismerhető számos zenekar albumán. Együtt zenélt többek között Grencsó Istvánnal, Dresh Mihállyal, Szokolay Dongó Balázzsal és Palya Beával.

## Jelentős fellépések
| Dátum      | Helyszín                                               |
| ---------- | ------------------------------------------------------ |
| 2005.12.23 | Petőfi Csarnok, Budapest - Kispál és a Borz előzenekar |
| 2007       | Ausztria                                               |
| 2008.08.29 | Millenáris Fogadó , Budapest - Zuboly Plays Jazz       |
| 2009.01.22 | Művészetek Palotája, Budapest                          |
| 2009.03.24 | MR2 Akusztik (Magyar Rádió, Budapest, 8. Stúdió)       |
| 2009.06.18 | Zöld Pardon, Budapest                                  |
| 2009.09.26 | Gobbi Hilda Színpad, Nemzeti Színház, Budapest         |

## Diszkográfia

### Nagylemezek
| Dátum         | Cím                        | Angol cím           | Kiadó          | Katalógusszám      | Formátum   | Típus       |
| ------------- | -------------------------- | ------------------- | -------------- | ------------------ | ---------- | ----------- |
| 2007. 05. 21. | Értem A Kujonságot         | I See Their Knavery | Megadó Kiadó   | M-03               | CD         | Stúdióalbum |
| 2009. 03. 19. | Virágoztass Engem          | Make Me Flower      | Szerzői Kiadás | EAN: 5999556203698 | CD         | Stúdióalbum |
| 2017          | Örök Zöld                  |                     | Hunnia Records | HRCD1701           | CD         | Stúdióalbum |
| 2018          | Barázdabillegető - Busa 40 |                     | Budapest Vinyl | BPVLP010           | Hanglemezl | Stúdióalbum |

### Egyéb lemezek
| Dátum | Cím                    | Kiadó             | Katalógusszám | Formátum | Típus          |
| ----- | ---------------------- | ----------------- | ------------- | -------- | -------------- |
| 2007  | Zuboly                 | Szerzői Kiadás    |               | CD       | Demo CD        |
| 2009  | Hegyalja Fesztivál 10. | Chameleon Records | CAM24         | CD       | Válogatásalbum |

## Közismert számaik
- Másfél millió tépés Magyarországon
- Homeopátia
- Felixir
- Szakítás
- Női csípő
- Sunán innen sunán túl
- Csángó
- Oxigén

### Weboldalak
- Zuboly MySpace oldal (Hozzáférés: 2011. január 14.)
- Zuboly a last.fm oldalán (Hozzáférés: 2011. január 14.)
- Megadó Kiadó (Hozzáférés: 2011. január 14.)
- MR2 Petőfi Akusztik interjú[halott link] (Hozzáférés: 2011. január 14.)
- MR2 Petőfi Akusztik adásrészlet (2009-03-24) (Hozzáférés: 2011. január 14.)
- Értem A Kujonságot - lemezkritika (1) (Hozzáférés: 2011. január 14.)
- Értem A Kujonságot - lemezkritika (2) (Hozzáférés: 2011. január 14.)
- Virágoztass Engem - lemezkritika (1) (Hozzáférés: 2011. január 14.)
- Virágoztass Engem - lemezkritika (2) Archiválva 2010. november 27-i dátummal a Wayback Machine-ben (Hozzáférés: 2011. január 14.)
- Virágoztass Engem - lemezkritika (3) (Hozzáférés: 2011. január 14.)
- Origo programajánló - Dürer Kert (Hozzáférés: 2011. január 14.)
- Origo programajánló - Nemzeti Színház (Hozzáférés: 2011. január 14.)
- A Nemzeti Színház nyílt napi programja (Hozzáférés: 2011. január 14.)

### Videók
- MTV Icon Edda 2009 (Hozzáférés: 2011. január 14.)
- MR2 Akusztik - Kérsz Taslit (Hozzáférés: 2011. január 14.)
- MR2 Akusztik - Oxigén (Hozzáférés: 2011. január 14.)
- MR2 Akusztik - interjú a Zubollyal (Hozzáférés: 2011. január 14.)
- Zuboly Plays Jazz - Az idő járása (Millenáris Fogadó) (Hozzáférés: 2011. január 14.)